# Rocinela japonica
Rocinela japonica là một loài chân đều trong họ Aegidae. Loài này được Richardson miêu tả khoa học năm 1898.